# UFC on ABC: Ortega vs. Rodríguez
UFC on ABC: Ortega vs. Rodríguez (también conocido como UFC on ABC 3) fue un evento de artes marciales mixtas producido por Ultimate Fighting Championship que tuvo lugar el 16 de julio de 2022 en el UBS Arena en Elmont, Nueva York, Estados Unidos.

## Antecedentes
El combate de peso pluma entre el ex retador del Campeonato de Peso Pluma de la UFC Brian Ortega y el ganador del peso pluma de The Ultimate Fighter: Latin America Yair Rodríguez encabezó el evento.
Se esperaba un combate de peso mosca entre el ex retador del Campeonato de Peso Mosca de la UFC Alex Perez y Askar Askarov en el evento. La pareja estaba previamente programada para enfrentarse en UFC on ESPN: Hall vs. Strickland en julio de 2021, pero Askarov se retiró citando una lesión. Askarov se retiró una vez más a principios de junio debido a razones no reveladas y Perez fue reprogramado contra Alexandre Pantoja en el UFC 277.
Se esperaba un combate de peso paja femenino entre la ex aspirante al Campeonato Femenino de Peso Paja de la UFC e inaugural Campeona de Peso Atómico de Invicta FC Jessica Penne y la ex Campeona de Peso Paja de Invicta FC Brianna Fortino. Sin embargo, Fortino se retiró a principios de junio por razones desconocidas y fue sustituida por otra ex Campeona de Peso Paja de Invicta FC en Emily Ducote.
Un combate de peso mosca femenino entre la ex Campeona Femenina de Peso Gallo de Strikeforce y Campeona Femenina de Peso Gallo de la UFC Miesha Tate y la ex Campeona de Peso Gallo de Invicta FC (también ex retadora del Campeonato Femenino de Peso Mosca de la UFC) Lauren Murphy se esperaba originalmente para UFC on ESPN: Błachowicz vs. Rakić pero luego se cambió a UFC 276 por razones desconocidas. A su vez, una semana antes de ese evento, Murphy se retiró después de que diera positivo por COVID-19. Entonces se reprogramaron para este evento.
Un par de combates de peso pluma con Bill Algeo contra Billy Quarantillo y Herbert Burns contra Khusein Askhabov estaban programados para este evento. Sin embargo, después de que Quarantillo y Askhabov se retiraran por lesión, Burns y Algeo se enfrentaron entre sí.
Se esperaba que Philip Rowe y Abubakar Nurmagomedov se enfrentaran en un combate de peso wélter. Sin embargo, el emparejamiento se canceló debido a las complicaciones de ambas partes. Rowe se vio obligado a retirarse debido a una lesión, mientras que Nurmagomedov tuvo problemas de visa.

## Premios de bonificación
Los siguientes luchadores recibieron bonificaciones de $50000 dólares.
- Pelea de la Noche: Matt Schnell vs. Su Mudaerji
- Actuación de la Noche:  Amanda Lemos, Li Jingliang, Punahele Soriano, Ricky Simón, Bill Algeo, y Dustin Jacoby